# 新・必殺仕事人
『新・必殺仕事人』（しん・ひっさつしごとにん）は1981年5月8日から1982年6月25日まで、テレビ朝日系で、毎週金曜日22:00 - 22:54に放送された、朝日放送と松竹（京都映画撮影所、現・松竹撮影所）共同製作のテレビ時代劇。主演は藤田まこと。全55話。
必殺シリーズの第17作、必殺仕事人シリーズの第2作、中村主水シリーズの第8作である。
映像上のタイトルには新を□で囲ったものが使用され（中点は無い）、「新必殺仕事人」と表記されるが、本項では「新・必殺仕事人｣と表記する。

## 概要
本作は、『必殺仕事人』の続編であり、本作の続編は『必殺仕事人III』である。続編とはいえ前作『仕事人』とは元締の存在や後述のストーリー展開パターンなど本作と異なる点も多いが、本作以降の『仕事人III』『仕事人IV』は本作のフォーマットを踏襲して続いており、「新」というタイトルが示す通り本作から作風が新たに切り替わっている。安定した人気を得て、全55話の放送は必殺シリーズ歴代2位の長さとなった。
前作『仕事人』放送途中に盛り上がった飾り職の秀の人気をそのまま受け継ぐ形で、三田村邦彦が同役で連続登板した。『必殺仕置人』『新・必殺仕置人』の念仏の鉄（山﨑努）、『必殺必中仕事屋稼業』『江戸プロフェッショナル・必殺商売人』のおせい（草笛光子）に続く、作品をまたいで再登場したレギュラーメンバーの殺し屋となった。また、仕事人の密偵役として、加代の鮎川いずみも引き続き出演し、本作からお馴染みの「何でも屋」を第8話から開業する（前作では仕事人達より格下扱いで仕事人達に敬語で話していたが本作からは対等な立場）。
シリーズ第8作『必殺からくり人』などの必殺シリーズで主役を演じた山田五十鈴が、主水シリーズでは2度目となる出演を果たし、本作から新登場となった仕事人おりく役を演じた。山田は前作『仕事人』でも主水たち仕事人の元締おとわ役で出演しており、その容姿・性格や三味線をひく殺し技はほとんど同じであるが、前作『仕事人』のおとわと本作以降のおりくは全くの別人という設定となっている。
新キャラクターとして、シリーズ第12作『商売人』第3話と前作『仕事人』第61話でゲスト出演し、スペシャル『恐怖の大仕事 水戸・尾張・紀伊』で仕事人の与市に宙吊りにされ殺される悪役を演じ、第16作『必殺仕舞人』ではオープニング ナレーションを担当するなどしていた中条きよしが、第6作『必殺仕置屋稼業』の市松（沖雅也）と第7作『必殺仕業人』のやいとや又右衛門（大出俊）のキャラクターを併せたテイストを持つ、三味線屋の勇次役を演じた。勇次の糸を使い、首を吊るし上げる殺し技はその華麗な演出と相まって仕事人シリーズ名物となった。
本作の特徴として、主水シリーズの過去作『商売人』を思わせる、2つの殺し屋グループ（「主水・秀・加代」組と「おりく・勇次」組）が1つのグループとして統合し、時に対立しながらも共闘し仕事を遂行していく作劇方針が導入された。ただし、早くも第3話でおりくが旅に出ていったん退場してしまったため（山田のスケジュール調整がその理由）、『商売人』のようなグループ内派閥の対立劇を描く当初のコンセプトは中途半端なまま消滅し、主水・秀・勇次・おりく（不定期登場）の4人の仕事人と情報屋ポジションの加代、という仕事人グループになった。前作『仕事人』では主水たち仕事人グループには元締がおり、元締を通して殺しの依頼を受けるというストーリー展開だったが、本作は再び『仕事人』以前（『新・必殺仕置人』を除く）の主水シリーズと同じく元締が存在しないグループ内の合議制に戻っており、本作の続編『仕事人III』『仕事人IV』にも引き継がれた。主水たち仕事人は比較的平等な立場となっており、それぞれ関わった殺しの依頼を仲間内で共有して実行するというストーリー展開。
殺し屋の元締というシステムがないからか、前作『仕事人』までの主水シリーズのようにドラマの冒頭や前半から仕事の依頼が発生するようなことはなく、後半になって「被害者である『頼み人』が悪人に殺され、死に際に居合わせたレギュラーメンバーの一人が『この恨みを晴らしてくれ』という殺しの依頼を直接受ける」という流れの形式が基本フォーマットとして定着するようになり続編の『仕事人III』『仕事人IV』にも引き継がれた（前作までは回によって異なった）。毎回エンディング前のクロージング場面が「中村家における主水とせん・りつによるコメディシーン」に固定されるようになったのも本作からである（これも前作までは回によって異なった）。これらによって作劇がワンパターン化してしまった弊害はあるものの、視聴者が安心して観られるお茶の間の定番娯楽ドラマとしての後期必殺シリーズ（仕事人シリーズ）の作風を決定づけた作品とも言える。また、本作から各話に「主水、○○する」というコミカルなサブタイトルがつけられるようになった。
本作より『必殺仕事人IV』まで続く、主水・秀・勇次の3人の仕事人の顔ぶれは、後期必殺シリーズ（仕事人シリーズ）を代表する名キャラクターシフトでアイコン的な存在として、現在でも根強い人気を保っている。また、音楽も本作で初登場した仕事人出陣シーンのBGM「仕事人出陣」や殺しのシーンなど好評で後の作品でも使われている。

## あらすじ
前作、『必殺仕事人』最終回で仕事人グループが解散してから月日が経ち、中村主水も裏稼業から足を洗った影響で、やや肥り気味になるほどの怠けた生活を送っていた。そんなある日、江戸を離れていた加代が、ぼろぼろの姿で主水の前に現れた。主水は加代に金を渡し、お互い会わなかったことにしてその場を立ち去る。
秀も江戸に舞い戻っており、三人の仕事人は再会を果たした。加代は「三人で、裏稼業を再開しよう」と持ち掛けるが、二人ともその気は全く無かった。一度辞めてしまった命がけの仕事を再開するほど気持ちの張りもなく、いつ返り討ちにあうかも知れない恐怖にも嫌気が差していたのだ。その上、秀には大店への婿入りの話があった。加代は仕方なく門付けを始めるため、壊れた三味線の修理を頼みに江戸は柳橋にある小さな三味線屋を訪れた。その店は気風の良い女将おりくと、その息子で容姿端麗な青年・勇次が営んでおり、二人に只者ではない気配を感じた加代は、その正体を探ろうと母子を見張り始める。
まもなく加代は勇次に捕まり、おりくに何をしたのか問い質される。ここ最近、おりくは勇次に何事か隠しており、その原因が加代だと勇次は思ったのだ。しかし加代を案じた秀の助けで、その場の難は逃れる。同じ頃、主水とおりくは偶然にも強請りがらみで顔を合わせ、お互いが仕事人だと知る。
おりくと勇次は、実は闇の仕事人であったが、おりくはある人物からそれをネタに強請られていた。同じ人物に弱みを握られ一味の手先となっていた女は、彼らの言いつけを拒絶したため幸福な生活を奪われ、絶望し飛び降り自殺する。彼女の死に際の恨みの言葉を聞いた主水は裏稼業への復帰を決意。加代と秀を呼び出し、仕置を宣言した。そこへおりくと勇次が現れ、主水たちに協力を申し出る。彼女が死んだのは自分たちにも責任あることだから、と。敵に回して容易に済む相手では無いと悟った主水は一度切りの条件付で手を組み、強請り一味を抹殺した。おりくと勇次との別れ際、「再会できるだろうか?」と呟く加代に対し、2人の殺しの凄腕振りを見届けた主水は「別に会いたくもない」と一蹴する（第1話）。
だが、別の事件をきっかけに、2つの仕事人グループは1つに統合。かくして不信感に満ちた、新しい仕事人グループが誕生した。

## 登場人物

### 仕事人
全体的に、従来の必殺シリーズに比べプロフェッショナル集団としての色は少なくなり、主水以外のメンバーは頼み人に対する個人感情で動くことが多い。前作での上総屋（かずさや）のような特定のアジトも設定されていない。
中村主水
演 - 藤田まこと
南町奉行所の定町廻り同心。前作の最終回後に裏稼業からは足を洗っていたがおりくと勇次に出会い、裏稼業に復帰した。
表、裏の仕事ともに本作より、閉塞的かつ怠け癖が目立つようになる。また、以前までと比べ年齢の近い仲間がいなくなったこともあり、若い世代とのジェネレーションギャップを感じさせる言動が多くなっていく。
新たに仲間入りした勇次に対しては「気障野郎」と呟くなど、いい印象を抱いていなかったが、その殺しの腕に関しては認めている様子が見られる。
秀
演 - 三田村邦彦
飾り職人。前作の最終回で仕事人グループが解散した後、しばらく旅に出ていたが江戸に舞い戻っていた。当初は裏稼業に戻る気はなかったが、仲間の加代が勇次と相対したこともあり、裏稼業に復帰した。
裏稼業の長い経験から、物事を客観的に見つめて行動するなど、熱血漢で先走ることもあった前作よりは落ち着いた一面を見せるが、心の中に変わらぬ熱さを秘める。
最終回で、自身のかつての過ちから勇次と対立し、仕事人グループ解散に繋がる。最後の仕事は秀からの頼みとなった。
加代
演 - 鮎川いずみ
仕事人の密偵。前作の最終回で仕事人グループが解散した後、江戸に舞い戻っており、ひもじい姿で主水と再会する。おりくたちの秘密を知り、主水や秀を煽り裏稼業に復帰させる。
当初は特定の表稼業を持たず、門付けや料亭の仲居などをしていたが、第8話より、何でも屋を開業する。本作や以降の続編では殺し屋の元締というシステムがないため、この何でも屋がその代わりの受け皿となり「恨みを晴らす闇の仕事人を探してほしい」などと言う頼み人との接点になることもある。
仲間になった当初は勇次に色目を使っていた。前作では事務的態度で女らしさも目立ったが、本作からはキャラクター性がより明るくなり騒がしく活発的な性格になった。本作からは主水ら仕事人たちに対等な物言いで接している。
勇次
演 - 中条きよし
三味線屋。初回では上方方言（関西弁）を話しているが、回が進むにつれ江戸弁になってゆく。
せんとりつの三味線や小唄の師匠をしていることから、中村家にも出入りしている。
実父を失い、孤児になったところをおりくに拾われた。育ての親のおりくを「おっ母さん」と呼び、生みの母同様に慕い誰より信頼している。裏稼業を始めたのもおりくの影響であるらしい。反面、他の仲間に対しては心を開こうとせず、主水と秀からは反感を買うこともある（続編含め徐々に打ち解けていく）。悪や権力には厳しく、女子供には優しい。個人的心情を優先してグループに軋轢をもたらすこともあり、22話では幼なじみが標的となったことで仕事を拒否し、主水に糸を飛ばし実力行使で妨害している。
序盤の回では、ミーコとクロという名前の猫を飼っていた。
おりく
演 - 山田五十鈴
三味線屋で、仕事人の元締（主水・秀と組む以前）。経験豊富な殺し屋で、主水たちと組み、裏稼業に臨む。
三味線をよく弾いている。本人の過去については明確に言及されていない。幾度か旅に出たり、江戸に戻ったりを繰り返し、勇次たちを旅先から支援したりもしている。
勇次の母親だが血の繋がりは無い。かつて掟を破った仕事仲間を殺し、その遺児である勇次を育てたが、その事実を勇次には長く知らせていなかった。主水たちと出会った強請りの件を機に勇次に告白するが、勇次は「何も聞かなかった」と変わらずおりくを慕っている。
上方（大坂）の生まれらしく、酔った際や旧知の人物と会う時は上方訛りが出る。
前述の通り、前作『仕事人』で山田が演じた元締おとわとは、同一人物のようにも見える別人という設定。

### その他
中村せん、中村りつ
演 - 菅井きん、白木万理
あいかわらず、婿養子の主水をいびる。
三味線と小唄の師匠として、中村家に出入りするようになった勇次に対して色目を使うが、三味線も小唄も一向に上達せず、勇次と主水を呆れさせている。
筆頭同心 内山
演 - 須賀不二男
威勢のいい江戸っ子訛りが特徴的な主水の上司。主水の失態で毎回、胃を痛めているので胃薬が欠かせず、主水に直接、愚痴・ボヤキを言うことも多い。面倒事や自身の利益にならない仕事は主水に全て押し付けている。
主水を呼び付ける際に大抵は“中村”、もしくは“おい 中村”が殆どだが、嫌味や小言の際は“御主”と言い換えるときもある。また、何かにつけて主水の長い顔をあげつらう。
第12話で、八王子の甲府勤番所に転勤となった。
筆頭同心 田中
演 - 山内敏男（現・としお）
第13話より登場した、内山の後任の筆頭同心。主水よりも遥かに年下の上司で、昼行灯の主水を疎んじている。
初登場時は口煩い上司で、主水に対しては「あんた」と呼び捨てにしたことがあった。
本作の後期、末期は甲高い声を張り上げ、続編『必殺仕事人III』より明確となる、オカマに近いキャラクターに変貌していく。
ナレーション
語り - 三代目 古今亭志ん朝
作 - 山内久司

### ゲスト
第1話 「主水 腹が出る」
- 千代 - 大信田礼子
- 太兵衛 - 綿引洪
- 中田軍兵衛 - 阿波地大輔
- 新助 - 水上保広
- 白井佐十郎 - 浜伸二
- 芸者 - 村上麻代
- 藤兵衛 - 野上哲也
- 勇次の幼少 - 河合大輔

第2話 「主水 気分滅入る」
- 庄兵衛 - 山本清
- 弥吉 - 河原崎次郎
- おみつ - 風祭ゆき
- 勘八 - 井上博一
- 越後屋 - 北見唯一
- おしげ - 山口朱美
- お万 - 近江輝子
- 清三郎 - 竹内健一
- 女中 - 服部明美
- 町役人 - 松尾勝人
- 水天宮の爺さん - 石原須磨男

第3話 「主水 子守する」
- 赤ん坊の母親、お房 - 三浦真弓
- 熊鷹の克造 - 早川雄三
- 峰松 - 大木晤郎
- 貫助 - 山本一郎
- 弥平 - 寺下貞信
- お種 - 河東けい
- 平井 - 中村明豊
- 沢田 - 丸尾好広
- 青山 - 加茂雅幹
- 参吉 - 平井靖
- 子供 - 吉田香

第4話 「主水 寝言に奮う」
- 常松 - 小野進也
- おしん - 賀田裕子
- 留五郎 - 松山照夫
- おこう - 水野靖子
- 勘助 - 五味龍太郎
- 加倉井 - 重久剛一
- 作太郎 - 日高久
- 定吉 - 新城邦彦
- 次郎 - 三木健作

第5話 「主水 アルバイトする」
- 番頭伊平 - 西沢利明
- 井筒屋仙八 - 藤木敬士
- 破戒僧公然 - 石橋雅史
- 竹越勝之進 - 堀田真三
- お志乃 - 香月美保子
- 葉村屋寛三郎 - 入江慎也
- お梅 - 新海なつ
- 松吉 -  加藤正記
- 弥助 - 利倉亮
- 芸者 - 小林祐子
- 芸者 - 山本智子

第6話 「主水 喧嘩の仲裁する」
- お染 - 秋野暢子 　
- 播磨屋竹造 - 永井秀和
- 五十松 - 内田勝正
- 高月一之進 - 及川智靖
- お紋 - 小林泉
- 松本楼彦兵衛 - 山口幸生
- 播磨屋 - 藤尾純
- 定吉 - 南条好輝
- 与三郎 - 高橋仁
- 同心 佐々木 - 浜田雄史
- 佐々木の女房 - 紅萬子
- 徳安 - 堀北幸夫
- 若侍 - 多田潤一郎

第7話 「主水 女の気持わかります」
- 清吉 - 本郷直樹
- おもん - 渡辺とく子
- 泉屋仙造 - 高木二朗
- 佐平 - 田中弘史
- 長吉 - 槇健吾
- 乙次 - 河野実
- 嘉助 - 伝法三千雄
- 丑松 - 原一平
- 安 - 千代田進一
- 江戸屋 - 沖ときお
- 手代 - 松尾勝人
- 小間物屋 - 伊波一夫
- 九作 - 梶山雅一

第8話 「主水 端唄で泣く」
- 覚妙尼 - 水原麻紀
- 多平 - 佐山俊二
- 田村重蔵 - 剣持伴紀
- 筧善之助 - 吉田豊明
- のぶ - 鮎川十糸子
- おはま - 高橋芙美子
- 伴次 - 出水憲司
- 寺社方上役 - 北村光生
- 芸者 - 大崎紀子
- 老人 - 乃木年雄
- 老婆 - 高木峰子
- 同心 - 伊波一夫
- 同心 - 平井靖

第9話 「主水 留守番する」
- 政吉 - 江木俊夫
- 知識 - 大前均
- ふみ - 佐藤あさみ
- 源三 - 下元年世
- 清助 - 岡本隆成
- 念仏講の女 - 川村一代

第10話 「主水 純情する」
- 松浦俊斉 - 草薙幸二郎
- 林妙 - 奈月ひろ子
- 林伊太郎 - 佐藤宏之
- 女郎･お糸 - 宮本毬子
- 水野織部正 - 常泉忠通
- 跡部大学 - 溝田繁
- 跡部精之助 - 山本茂
- 水野一弥 - 道井和仁
- お駒 - 中塚和代
- お君 - 淡城みゆき

第11話 「主水 ふてくされる」
- 善松 - 寺田農
- 仙吉 - 石田信之
- 小沢六郎太 - 伊吹徹
- 君江 - 堂園千秋
- 北野玄蔵 - 筑波健
- 友田宇三郎 - 花岡秀樹
- 辰己屋 - 松岡与志雄
- お松 - 小笠原町子
- 川越屋 - 邦保
- お里 - 高木峯子
- おゆみ - 松田多栄
- 同心 - 松尾勝人
- 同心 - 東悦次

第12話 「主水 金一封あてにする」
- おれん - 宮井えりな
- 衛吉 - 荒谷公之
- 潮屋富蔵　 - 永野辰弥
- 竜神の伝兵衛 - 山岡徹也
- 差配 - 海老江寛
- おふく - 山田美絵
- 太吉 - 坂口弘樹
- 紋次 - 諸木淳郎
- そば屋の少女 - 松本恭蘭
- 同心 - 美鷹健児
- 同心 - 加藤正記
- 同心 - 平井靖
- 酔客 - 松尾勝人
- 船頭 - 丸尾好広

第13話 「主水 体を大切にする」
- お光 - 東山明美
- 以蔵 - 佐野守
- 楽太郎 - 玉川良太
- 英泉 - 波田久夫
- 馬次郎 - 日高久（2回目）
- 左平太 - 大竹修造
- 大家 - 北見唯一（2回目）
- 千住屋喜平 - 藤尾純
- 女中 - 倉谷礼子
- 待合のお女将 - 嶋多佳子

第14話 「主水 悪い夢を見る」
- 住吉茂信 - 中井啓輔
- 井上主馬 - 上野山功一
- お滝 - 佐野アツ子
- お浦 - 志乃原良子
- 原一作 - 野上哲也
- 宗田伍兵衛 - 滝譲二
- お勢 - 安岡真知子
- 喜助 - 中村明豊
- 仁平 - 曽根崎龍
- お八重 - 神東利衣
- 供侍 - 平井靖
- お端下 - 西別府和美

第15話 「主水 公休出勤する」
- 夕 - 田島令子
- 吉五郎 - 山本紀彦
- 藤枝 - 天野新士
- 勝蔵 - 牧冬吉
- しげ - 三笠敬子
- 少女 - 藤原桜子
- 青山 - 紺野誉史緒

第16話 「主水 家で説教する」
- お吉 - 鈴鹿景子
- 仁助 - 剣持伴紀（2回目）
- 徳松 - 森田順平
- 仙太 - 徳田興人
- 由蔵 - 石倉英彦
- 万引きをする女 - 上村明子
- おとせ - 工藤時子

第17話 「主水 心中にせんりつする」
- 井上 - 小野進也（2回目）
- 綾野 - 梶三和子
- 望月 - 成川哲夫
- 春吉 - 吉岡靖彦
- 鳥居外記 - 西園寺章雄
- 夏 - 石屋智子
- 善兵衛 - 藤沢薫
- お芳 - 紅萬子
- そで - 上田恵子
- 居酒屋の女 - 曽根千香子

第18話 「主水 上役に届け物する」
- おしん - 賀田裕子（2回目）
- おさわ - 原良子
- 文太 - 玉木潤（子役)
- 勘八 - 島米八
- 富山彦四郎 - 山口幸生（2回目）
- 徳兵衛 - 下元年世（2回目）
- 立花佐平次 - 花岡秀樹
- 良庵 - 表淳夫
- おその - 牧野恵美
- おとよ - 久仁亮子
- 仙次 - 美鷹健児

第19話 「主水 夜長にガッカリする」
- 仲蔵 - 稲葉義男
- 久坂主膳 - 葉山良二
- 石見屋 - 谷口完
- 仲蔵の娘 おゆき - 新谷由美子
- 魚津剛之進 - 麻生敬
- 小谷 - 千葉敏郎
- 宝珠堂 - 沖ときお
- お杉 - 高木峯子
- 大番頭 定七 - 加茂雅幹
- 赤川 - 宮川珠季
- お袖 - 松村奈津子
- 老舗の主人 - 堀北幸夫
- 清助 - 伊波一夫
- おすみ - 芦原薫
- 酔っ払い - 平井靖
- 客 - 伊藤克美

第20話 「主水 つらく夜勤する」
- 右左駒 - 風間舞子
- 弘前屋 - 黒部進
- 仙吉 - 森一朗
- 紋太 - 平野正人
- 吉次 - 外山誠二
- 勘助 - 阿木五郎
- 番頭剛造 - 峰祐介
- 宇女若 - 三浦徳子
- 甚八 - 浜伸二
- 波乃 - 和田かつら
- 竹三 - 神谷光明
- お千代 - 福島幸子
- 伊平 - 東悦次
- お千代の子供時代 - 宮崎晴子

第21話 「主水 左遷を気にする」
- おこう - 仁和令子
- 相模屋勘助 - 御木本伸介
- お銀 - 弓恵子
- 伝次 - 細川純一
- 仙吉 - 諸木淳郎
- 女 - 近江輝子
- ソバ屋 - 伊波一夫
- 子分一 - 美鷹健児
- 子分二 - 梶山雅一
- 小女 - 松岡加緒里
- 奉行所手先 - 平井靖

第22話 「主水 浮気する」
- お園 - 赤座美代子
- 金杉の仁兵衛 - 神田隆
- 駒形屋 - 田畑猛雄
- 松永軍十郎 - 平田満
- 魚辰 - 北見唯一
- 兵六 - 大橋壮多
- ひさごの女将 - 小柳圭子
- お松 - 和泉敬子
- 養女 - 樋代舞子
- 若い女 - 杉野みゆき
- 幼い日の勇次 - 村田謙一郎
- 幼い日のお園 - 幾野美穂

第23話 「主水 かくれて夜勤する」
- お袖 - 本阿弥周子
- 総吉 - 松橋登
- 花蝶（藤之助） - 内田喜郎
- 玉山 - 西山辰夫
- 順次郎 - 石倉英彦（2回目）
- 筆屋甚左ヱ門 - 堀北幸夫
- 女房 - 小笠原町子
- 芸州広島の岡っ引 - 東悦次
- 同心 - 美鷹健児
- 同心 - 平井靖
- かごかき - 伊藤克美
- かごかき - 梶山雅一

第24話 「主水 泣いて減食する」
- 俊平 - 佐藤仁哉
- おくみ - 竹井みどり
- 藩士 西尾 - 根岸一正
- 家老 堀内 - 永野辰弥（2回目）
- 藩士 前川 - 妹尾和夫
- 藩士 平井 - 岡本隆成
- 若殿 - 加藤正記
- 供侍 - 伊藤克美
- 供侍 - 美鷹健児
- おくみの父親 - 伊波一夫

第25話 「主水 猫を逮捕する」
- おひさ - 早乙女愛
- 南町奉行 日高 - 犬塚弘
- 根津の鉄蔵 - 高野真二
- 三枝吉之助 - 升毅
- 松吉 - 日高久（3回目）
- 保 - 山本弘
- 緒方庄一郎 - 新城邦彦
- 竹田数馬 - 山崎博之
- 同心の妻 - 三笠敬子
- 権次 - 伊藤克美
- 老僕 - 伊波一夫
- 神主 -松尾勝人
- 禄太郎 - 四方公
- 与力 - 加茂雅幹
- 瓦版売り - 平井靖
- 同心 - 美鷹健児
- 同心 - 梶山雅一

第26話 「主水 仮病休みする」
- 島本勝之進 - 早川保
- 支倉玄内 - 北條清嗣
- 太市 - 林泰文
- 仁吉 - 高瀬将嗣
- お春- 山口朱美（2回目）
- 同心 鈴木 - 下元年世（3回目）
- 桐生屋 - 北原将光
- 芸者 - 神東利衣
- 番頭 - 松尾勝人
- 同心 - 美鷹健児
- 同心 - 東悦次

第27話 「主水 出張する」
- 恩地伊織 - 織本順吉
- 日輪 - 市川靖子
- 井川将監- 辻萬長
- 小玉 - 今出川西紀
- 須藤信之丞 - 高峰圭二
- 時枝- 藤江リカ
- 牧野 - 竹内健一
- 成田 - 美鷹健児
- 料亭の女将 - 安岡真智子
- 同心の女房 - 服部明美

第28話 「主水 弁解する」
- お絹 - 奈良富士子
- 上総屋（かずさや） - 高木二朗（2回目）
- 筆頭与力 上田（南町奉行所、主水の同僚） - 牧冬吉（2回目）
- 丑松 - 五味龍太郎（2回目）
- 清太郎（お絹の息子） - 永井秀男
- 卯吉 - 宮川珠季
- 辰三 - 徳田興人
- 浪人 - 花岡秀樹
- 長屋のカミさん - 倉谷礼子
- 長屋のカミさん - 田村好子

第29話 「主水 ねこばばする」
- 原田毅一郎 - 宗方勝巳
- 遊び人風の男、遊 - 堀内正美
- なか - 有吉ひとみ
- 相模屋 - 柳川清
- おさき - 島村晶子
- 新吉（使用人） - 米村嘉洋(國村隼)
- なつ - 田中綾
- ふゆ - 赤塚歩
- 女郎屋のお女将 - 近江輝子
- 芸者琴路 - 水瀬真琴
- 松浦屋 - 沖ときお

第30話 「主水 御用納めする」
- スリの耳次 - はしだのりひこ
- およめ - 桂木文
- 武蔵屋 - 中井啓輔（2回目）
- 南町奉行所、吟味与力 服部 - 田中弘史（2回目）
- 和田 - 浜田雄史
- 笠村 - 河野実
- 元木 - 筑波健
- 番頭 - 松尾勝人
- 老爺 - 伊波一夫
- 武蔵屋 女房 - 松葉由起
- 武蔵屋 子供 - 斉木新吾
- 町人 - 鈴木政喜
- 同心 - 平井靖
- 同心 - 東悦次
- 同心 - 加藤正記

第31話 「主水 蜂にゴマする」
- おもと - 大谷直子
- 楠新三郎 - 長谷川明男
- 楠美津 - 叶和貴子
- 若党喜助 - 大下哲矢
- 両替屋の番頭 - 松田明
- 飲屋の女 - 内山信子
- 女中 - 茂原初美
- 旅姿の武士 - 坂井正幸
- 芸妓たち - 若田千賀子
- 芸妓たち - 素木須賀子

第32話 「主水 安心する」
- 熊森伝蔵 - 有川博
- 大駒屋角兵衛 - 遠藤太津朗
- 横目の勘次 - 江幡高志
- 友三 - 古田将士
- きく - 松原愛
- 幸右ヱ門 - 藤沢薫
- 歌川夢楽 - 石倉英彦（3回目）
- 重吉 - 乃木年雄
- 佐助 - 丸尾好広
- 船奉行 - 松尾勝人
- 松葉屋の男 - 伊波一夫
- 常吉 - 橋本和博
- 同心 - 沖ときお
- 同心 - 泉祐介
- 同心 - 松田勝利

第33話 「主水 粗食に我慢する」
- おしの - 正司歌江
- お浪 - 川口敦子
- 奥平真之助 - 本郷直樹（2回目）
- 奥平典膳 - 石橋雅史（2回目）
- 奥平松乃 - 松村康世
- お花 - 白礼花
- 仲介人 - 鳴尾米子
- 同心 - 加藤正記
- 下女 - 竹村仁美
- 女中 - 真城都子
- 職人 - 松尾勝人
- 夜鷹たち - 京あけみ
- 夜鷹たち - 石原千恵
- 夜鷹たち - 倉谷礼子
- 夜鷹たち - 伊東雅子

第34話 「主水 家でほっとする」
- 御年寄 桐岡 - 弓恵子（2回目）
- 津山 - 伊丹加寿代
- お町 - 新谷由美子（2回目）
- 樽屋 - 西山辰夫（2回目）
- 御台所 - 志乃原良子（2回目）
- 呉竹 - 石屋智子
- 真垣 - 尾崎弥枝
- お常 - 早見栄子
- 伊賀者 鷹 - 諸木淳郎
- 芸者 - 平岡和
- 用人上田 - 堀北幸夫

第35話 「主水 友情に涙する」
- 儀助 - 菅貫太郎
- 勘太郎 - 近藤宏
- お仙 - 桃山みつる
- お縫 - 笠間一寿美
- 清次 - 西園寺章雄（2回目）
- 仁平 - 中村光辰
- 子分 - 伊藤克美
- 子分 - 加藤正記
- ひさごの女 - 伊東雅子
- ひさごの女 - 原田三和子

第36話 「主水 凧市で交通整理する」
- 弘田玄内 - 峰岸徹
- お清 - 三浦真弓（2回目）
- 勝造 - 永野辰弥（3回目）
- お牧 - 新海なつ（2回目）
- お園 - 藤洋子
- 茂平 - 真田実
- 末七 - 四方公
- お千代 - 稲田弘子
- 芸者 - 吉田哲子
- 女郎 - 京あけみ
- 居合切り - 伊波一夫
- 若い男 - 伊藤克美

第37話 「主水 娘と同居する」
- 水野里江 - 仙北谷和子
- おきぬ - 棚橋久美
- 紋太 - 遠藤義徳
- 金兵衛 - 杉本孝次
- お寅 - 箕浦康子
- 水野帯刀 - 楠年明
- 梅吉 - 遠山二郎
- 熊 - 荻原郁三
- 子供のスリたち - 弓周市
- 子供のスリたち - 丸谷剛士
- 子供のスリたち - 上田真理
- 子供のスリたち - 鈴木史絵

第38話 「主水 女の節句に遠慮する」
- お香（小あさ） - 吉沢京子
- 車坂の庄吉 - 小笠原弘
- 才蔵 - 堀田真三（2回目）
- 源太 - 五味龍太郎（3回目）
- 時田主膳 - 丘路千
- 喜之助 - 下元年世（4回目）
- 三五郎 - 筑波健
- 道具屋主人 - 松田明
- 音松 - 竹内健一
- 勘八 - 萩原広行
- 女将 - 嶺はるか
- 同心 - 松尾勝人
- 同心 - 美鷹健児
- 町役人 - 伊波一夫
- 氏子 - 沖ときお

第39話 「主水 友達を気にする」
- おりん - 豊田充里
- 安川藤兵衛 - 高木均
- 和助 - 北見唯一
- 大照 - 大川かつ子
- お弓 - 高野洋子
- 喜太郎 - 山本一郎
- 伝次 - 滝譲二
- お浜 - 峯るみ子
- お竹 - 大崎紀子
- 岡っ引 - 野崎善彦
- 女郎 - 京あけみ
- 女郎 - 竹村仁美
- 女郎 - 中島洋子

第40話 「主水 ケチに感心する」
- 吉兵衛 - 遠藤太津朗（2回目）
- 藤巻甚九郎 - 内田勝正（2回目）
- お里 - 関根世津子
- 清二郎 - 大石高裕
- お艶 - 山口朱美（3回目）
- 松浦作之進 - 大橋壮多
- 小森平蔵 - 野上哲也
- 石黒圭助 - 佐藤好将
- 盗賊 - 宍戸大全
- 盗賊 - 森山昭秀
- 盗賊 - 渥美博
- 出前持ち - 伊藤克美
- 師範 - 大山栄子
- 茶店の亭主 - 伊波一夫
- 女郎 - 伊藤由季子

第41話 「主水 父親捜しする」
- 真垣康三郎 - 南城竜也
- おゆき - 竹井みどり（2回目）
- 幸太 - 池田直人
- 戸田 - 大竹修造（2回目）
- 真垣康之進 - 山口幸生（3回目）
- 松庵 - 永田光男
- 春山 - 美鷹健児
- 旅籠の婆さん - 小林加奈枝
- おちよ - 河野富子
- 芸者 - 竹村仁美
- 芸者 - 真城都子
- 同心 - 松尾勝人
- 人足頭 - 平井靖

第42話 「主水 バクチする」
- おせき - 葉山葉子
- 堀田安房守 - 剣持伴紀（3回目）
- 大森 - 柳原久仁夫
- 岸 - 伴勇太郎
- 亀山 - 安岡真智子
- 土州屋 - 大木晤郎
- 佐太郎 - 近藤健二
- おとし - 中塚和代
- 番頭 - 伊東亮英
- 仲間 - 佐々山洋一
- 仲間 - 東悦次
- 側女 - 江本紀代美
- 船頭 - 中村光辰
- 町人 - 平井靖
- 町人 - 伊藤克美
- 門番 - 福山龍次
- 門番 - 日向はじめ

第43話 「主水 表の仕事に熱中する」
- 越後屋周造 - 石山律雄
- お島 - 中島葵
- 晋吉 - 椎谷建治
- 定七 - 山本弘
- お鶴 - 大崎紀子
- 小奴 - 吉田哲子
- お里 - 川内澄恵
- お峰 - 牧野恵美
- 小女 - 鴨井恵里子
- 長屋のカミさん - 田村好子

第44話 「主水 予算オーバーする」
- 房吉 - 湯沢勉
- 権兵衛 - 北九州男
- おさよ - 岐邑美沙子
- 村田 - 西園寺章雄（3回目）
- 丹治 - 芝本正
- 淵上 - 玉生司朗
- 太助 - 重久剛一
- 浅井 - 河野実
- 俊三 - 花岡秀樹
- 重太 - 加藤正記
- 鮒屋の親爺 - 松田明
- 老人 - 森秀人
- 掛川 - 東悦次
- 料亭の女将 - 鳴尾よね子
- 商人 - 伊波一夫
- 夏 - 服部明美
- 春 - 真城都子
- 秋 - 竹村仁美
- おさよの子供時代 - 長谷川直子

第45話 「主水 心配する」
- 久保寺作蔵 - 曽根晴美
- お縫 - 梶三和子（2回目）
- 紫雲堂半兵衛 - 江並隆
- 広田陣十郎 - 鈴木金哉
- 天狗屋九右衛門 - 西山嘉孝
- おすみ - 上田恵子
- お種 - 赤塚歩
- 岩松 - 諸木淳郎
- 勘助 - 伊藤克美
- 八重 - 相沢佐知江
- 留吉 - 平井靖
- 同心 - 松尾勝人
- 同心 - 加茂雅幹
- 同心 - 伊波一夫

第46話 「主水 火の用心する」
- お紋 - 志麻いづみ
- 美濃屋仙蔵 - 早川純一
- おしん - 林優枝
- 伝次 - 八名信夫
- 与力・瀬川 - 千葉敏郎
- お滝 - 宮本毬子
- 津之国屋久衛門 - 北村光生
- 少女時代のおしん - 植村円
- 芸妓 - 富士原睦
- 芸妓 - 末永直美
- 屋台の親爺 - 山内八郎
- 美濃屋の内儀 - 松葉由起

第47話 「主水 かくし芸する」
- 秋山五兵衛 - 神田隆（2回目）
- お波 - 賀田裕子（3回目）
- 奥村将監 - 中村孝雄
- 古部仙十郎 - 高並功
- 松前屋 - 五味龍太郎（4回目）
- おつる、おはな - キャンティ(中世古明代、津田京子)
- 重蔵 - 伴勇太郎
- 丑松 - 遠山二郎
- 呉服屋主人 - 伊波一夫
- 侍 - 加藤正記
- 人足 - 田中義章
- 人足 - 橋本和博
- 人足 - 石津貞義
- 若侍 - 孫崎勝良
- 女将 - 原田三和子

第48話 「主水 倹約する」
- 教堂六揮 - 亀石征一郎
- マン - 清水まゆみ
- 精吉 - 寺下貞信
- 当三 - 田中弘史（3回目）
- 啓介 - 石倉英彦（4回目）
- 赤木屋 - 北原将光
- ヨネ - 田中由香
- トネ - 児玉田美代
- 信濃屋 - 堀北幸夫
- 稲葉屋 - 千葉保
- 美代 - 白礼花
- 貫太 - 草木宏之
- 娼妓 - 小林加奈枝
- 同心 - 美鷹健児
- 同心 - 利倉亮
- 町人 - 小沢健二
- 町人 - 池田律生
- 町人 - 服部明美
- 人足 - 中村光辰
- 人足 - 大前田清仁

第49話 「主水 三味線にビクビクする」
- 彦六 - 梅津栄
- 能勢東風 - 藤舎推峰
- 鬼吉 - 阿波地大輔
- 耕作 - 白川浩二郎
- 嘉平 - 丘路千
- お梅 - 宮田圭子
- 寅松 - 原一平
- お澄 - 小笠原町子
- 銀次 - 荻原郁三
- 同心 - 浜田雄史
- 大黒屋の子供 - 漁野篤史

第50話 「主水 金魚の世話する」
- おつや - 田坂都
- おまき - 三浦リカ
- 田子清三郎 - 小林芳宏
- 堀切の安蔵 - 黒部進
- 安東刑部 - 永野辰弥（4回目）
- 信吉 - 野上哲也
- 居酒屋の主人 - 伊波一夫
- 瓦版屋 - 松尾勝人
- 長屋のおかみさん - 三ッ星東美
- 長屋のおかみさん - 倉谷礼子
- 金魚屋 - 萩原広行
- 金魚屋 - 辻喬次郎

第51話 「主水 ビックリする」
- 佐伯道庵 - 今井健二
- 林数馬 - 伊藤武史
- お春 - 舞奈ゆみ
- 林緑斉 - 山村弘三
- 丹波屋佐平 - 楠年明（2回目）
- 権八 - 大橋壮多
- 松山伝九郎 - 筑波健
- お仲 - 丸平峯子
- 佐伯玄山 - 竹内健一
- 美濃屋 - 沖ときお
- 越前屋 - 宍戸大全
- 松崎屋 - 峰祐介
- 囚人 - 東悦史
- 囚人 -　平井靖
- 子分 - 日向はじめ
- 子分 - 伊藤克美

第52話 「主水 つゆ支度する」
- お駒 - 小田切みき
- 美和 - 堂園千秋
- 勘助 - 大島宇三郎
- 源五郎 - 伊吹徹
- 霞屋(元岡っ引サソリの伝六) - 常泉忠通
- 吉蔵 - 山本一郎
- 作間 - 出水憲司
- 辰巳屋 - 北村光生
- ゆか - 牧野恵美（3回目）
- まつ - 安岡真智子
- そば屋の主人 - 野崎善彦
- 与吉 - 橋本和博
- はま - 京あけみ

第53話 「主水 甘味対策する」
- 鯨之助 - 芦屋小雁
- おこう - 戸川京子
- 霧島屋 - 西山嘉孝（2回目）
- 多七 - 島米八
- 伊集院 - 西田良
- 薩摩藩江戸家老・川辺 - 玉生司朗
- 菓子屋 - 松尾勝人
- 玩具売り - 四方公
- 岡つ引き - 平井靖
- 黒砂糖売り - 伊波一夫
- 長屋の女 - 倉谷礼子
- 長屋の女 - 三星東美
- 老人 - 堀北幸夫
- 老人 - 石原須磨男
- 老人 - 東悦次
- 茶屋の亭主 - 沖ときお

第54話 「主水 入学祝する」
- 市三 - 堀内正美（2回目）
- お仲 - 渚まゆみ
- 藤兵衛 - 芝本正（2回目）
- お梶 - 桃山みつる（2回目）
- 玄石 - 梶本潔
- 道順 - 入江慎也（2回目）
- 武家女房 - 楠本光子
- 馬吉 - 萩原広行
- 山太 - 中村光辰
- 備前屋 - 市川男女之助

第55話 「主水 仕事仕舞いする」
- お藤 - 佐藤万理
- 綾部 - 南城竜也（2回目）
- 柏木 - はりた照久
- 戸田 - 岡本隆成
- 女将 - 小笠原町子
- 小者 - 美鷹健児
- お藤 少女時代 - 尾崎美穂

## 殺し技
中村主水
悪人を油断させながら一瞬の隙を付いて、脇差を急所に刺し殺す。仕留め方はほとんどが瞬時の突きで、大袈裟に振りかぶって切ることは少ない。床下から奇襲した回もある。
第2話は殺しには参加せず、加代とともにおりく達のサポートに回っている。
本作より「仕事人から一言〜中村主水のテーマ」を使用するようになった。ただし15話のように秀や勇次と同じ殺しのテーマ（「暗闇に仕掛ける」）を使用する例外もある。
秀
金属製の房が付いた金色の簪で、悪人の首筋を刺す。
簪で留めをさす前に、蹴りなどの体術で格闘することもある。屋根から飛び降りて急襲したり水に潜ったりするなど身軽でアクロバティックな動きが得意。悪人の足首の骨を外して動きを封じる（第21話）。
勇次
表稼業に使う三味線の三の糸（三味線の弦の中で一番細い弦）を悪人の首筋目掛けて投げ、首に巻き付けて締め上げ、宙吊りにして、弦を鳴らして窒息死させる。
障子の隙間を使って締め上げるなどのバリエーションが見られる。仕事後の後始末は当初は親指の爪で糸を千切っていたが、次第に左手で糸を引っ張る描写に変更された。
初期は予め輪を作った糸を相手の首の前に垂らして掛けていたが、勇次役の中条が納得する型がなかなか決まらなかった。第14話で、屋根の上で片手を使っていた中条が口と片手を使って糸を引き出す動作を見せたところ、見栄えがよく、以降はこの型が定着した。殺しのスタイルの原型は実際には1話の時点で出来上がっていた。
おりく
三味線の撥で、悪人の喉笛を斬る。第2話は撥ではなく、指輪に仕込んだ刃で悪人の首筋を切り裂いた。
殺しの前に三味線を演奏して相手の注意を引き付けることもある。登場する回は殺しのトリを務めることも多い。その際は主水と同様にスローバラード調のBGM（「仕事人より一言」）が使用される。

## スタッフ
- 制作 - 山内久司（朝日放送）
- プロデューサー - 仲川利久（朝日放送）、櫻井洋三（松竹）
- 脚本 - 放送日程参照。
- 音楽 - 平尾昌晃
- 監督 - 放送日程参照。
- 協力 - エクラン演技集団、新演技座
- 制作協力 - 京都映画撮影所（現・松竹撮影所）
- 制作 - 朝日放送、松竹

## 主題歌
- 三田村邦彦「想い出の糸車」（東芝EMI（現・ユニバーサルミュージック・EMI Records Japan））
作詞・作曲：山本六介、編曲：竜崎孝路

## 放送日程
- 強調部は、サブタイトルのフォーマット。

| 話数   | 放送日         | サブタイトル              | 脚本                | 監督       |
| ------ | -------------- | ------------------------- | ------------------- | ---------- |
| 第1話  | 1981年5月8日   | 主水 腹が出る             | 野上龍雄            | 貞永方久   |
| 第2話  | 1981年5月15日  | 主水 気分滅入る           | 野上龍雄            | 松野宏軌   |
| 第3話  | 1981年5月22日  | 主水 子守する             | 野上龍雄            | 田中徳三   |
| 第4話  | 1981年5月29日  | 主水 寝言に奮う           | 保利吉紀            | 前田陽一   |
| 第5話  | 1981年6月5日   | 主水 アルバイトする       | 石森史郎            | 井上梅次   |
| 第6話  | 1981年6月12日  | 主水 喧嘩の仲裁する       | 工藤栄一 長瀬未代子 | 工藤栄一   |
| 第7話  | 1981年6月19日  | 主水 女の気持わかります   | 林企太子            | 松野宏軌   |
| 第8話  | 1981年6月26日  | 主水 端唄で泣く           | 南谷ヒロミ          | 井上梅次   |
| 第9話  | 1981年7月3日   | 主水 留守番する           | 髙山由紀子          | 田中徳三   |
| 第10話 | 1981年7月10日  | 主水 純情する             | 吉田剛              | 田中徳三   |
| 第11話 | 1981年7月17日  | 主水 ふてくされる         | 石森史郎            | 松野宏軌   |
| 第12話 | 1981年7月24日  | 主水 金一封あてにする     | 南谷ヒロミ          | 水川淳三   |
| 第13話 | 1981年7月31日  | 主水 体を大切にする       | 長瀬未代子          | 松野宏軌   |
| 第14話 | 1981年8月7日   | 主水 悪い夢を見る         | 吉田剛              | 田中徳三   |
| 第15話 | 1981年8月28日  | 主水 公休出勤する         | 高山由紀子          | 田中徳三   |
| 第16話 | 1981年9月4日   | 主水 家で説教する         | 吉田剛              | 水川淳三   |
| 第17話 | 1981年9月11日  | 主水 心中にせんりつする   | 高山由紀子          | 水川淳三   |
| 第18話 | 1981年9月18日  | 主水 上役に届け物する     | 保利吉紀 望月俔東子 | 貞永方久   |
| 第19話 | 1981年9月25日  | 主水 夜長にガッカリする   | 石森史郎            | 松野宏軌   |
| 第20話 | 1981年10月2日  | 主水 つらく夜勤する       | 石森史郎            | 田中徳三   |
| 第21話 | 1981年10月9日  | 主水 左遷を気にする       | 吉田剛              | 工藤栄一   |
| 第22話 | 1981年10月16日 | 主水 浮気する             | 高橋稔              | 松本明     |
| 第23話 | 1981年10月23日 | 主水 かくれて夜勤する     | 南谷ヒロミ          | 黒田義之   |
| 第24話 | 1981年10月30日 | 主水 泣いて減食する       | 吉田剛              | 貞永方久   |
| 第25話 | 1981年11月6日  | 主水 猫を逮捕する         | 南谷ヒロミ          | 松野宏軌   |
| 第26話 | 1981年11月27日 | 主水 仮病休みする         | 石森史郎            | 松尾昭典   |
| 第27話 | 1981年12月4日  | 主水 出張する             | 南谷ヒロミ          | 工藤栄一   |
| 第28話 | 1981年12月11日 | 主水 弁解する             | 篠崎好              | 松野宏軌   |
| 第29話 | 1981年12月18日 | 主水 ねこばばする         | 石森史郎 福岡恵子   | 田中徳三   |
| 第30話 | 1981年12月25日 | 主水 御用納めする         | 南谷ヒロミ          | 田中徳三   |
| 第31話 | 1982年1月8日   | 主水 蜂にゴマする         | 田上雄              | 松本明     |
| 第32話 | 1982年1月15日  | 主水 安心する             | 松原佳成            | 黒田義之   |
| 第33話 | 1982年1月22日  | 主水 粗食に我慢する       | 藤城洋子            | 黒田義之   |
| 第34話 | 1982年1月29日  | 主水 家でほっとする       | 南谷ヒロミ          | 松野宏軌   |
| 第35話 | 1982年2月5日   | 主水 友情に涙する         | 吉田剛              | 田中徳三   |
| 第36話 | 1982年2月12日  | 主水 凧市で交通整理する   | 石森史郎            | 山本邦彦   |
| 第37話 | 1982年2月19日  | 主水 娘と同居する         | 吉田剛              | 田中徳三   |
| 第38話 | 1982年2月26日  | 主水 女の節句に遠慮する   | 南谷ヒロミ          | 松野宏軌   |
| 第39話 | 1982年3月5日   | 主水 友達を気にする       | 吉田剛              | 松野宏軌   |
| 第40話 | 1982年3月12日  | 主水 ケチに感心する       | 高橋稔              | 水川淳三   |
| 第41話 | 1982年3月19日  | 主水 父親捜しする         | 篠崎好              | 松野宏軌   |
| 第42話 | 1982年3月26日  | 主水 バクチする           | 南谷ヒロミ          | 前田陽一   |
| 第43話 | 1982年4月2日   | 主水 表の仕事に熱中する   | 石森史郎            | 田中徳三   |
| 第44話 | 1982年4月9日   | 主水 予算オーバーする     | 南谷ヒロミ          | 水川淳三   |
| 第45話 | 1982年4月16日  | 主水 心配する             | 松原佳成            | 松野宏軌   |
| 第46話 | 1982年4月23日  | 主水 火の用心する         | 篠崎好              | 松野宏軌   |
| 第47話 | 1982年4月30日  | 主水 かくし芸する         | 高橋稔              | 田中徳三   |
| 第48話 | 1982年5月7日   | 主水 倹約する             | 仁多雪郎            | 黒田義之   |
| 第49話 | 1982年5月14日  | 主水 三味線にビクビクする | 石森史郎            | 黒田義之   |
| 第50話 | 1982年5月21日  | 主水 金魚の世話する       | 南谷ヒロミ          | 松野宏軌   |
| 第51話 | 1982年5月28日  | 主水 ビックリする         | 松原佳成 正中恵     | 松野宏軌   |
| 第52話 | 1982年6月4日   | 主水 つゆ支度する         | 松原佳成 福岡恵子   | 田中徳三   |
| 第53話 | 1982年6月11日  | 主水 甘味対策する         | 南谷ヒロミ          | 田中徳三   |
| 第54話 | 1982年6月18日  | 主水 入学祝する           | 加田藤穂            | 松野宏軌   |
| 第55話 | 1982年6月25日  | 主水 仕事仕舞いする       | 野上龍雄 筒井ともみ | 水野純一郎 |

## ネット局
※途中で打ち切られた局や、しばらくの間、放送する他系列ネットの局がある。
系列は放送当時のもの。
| 放送対象地域   | 放送局             | 系列                          | 備考                                                           |
| -------------- | ------------------ | ----------------------------- | -------------------------------------------------------------- |
| 近畿広域圏     | 朝日放送           | テレビ朝日系列                | 制作局                                                         |
| 関東広域圏     | テレビ朝日         | テレビ朝日系列                |                                                                |
| 北海道         | 北海道テレビ       | テレビ朝日系列                |                                                                |
| 青森県         | 青森放送           | 日本テレビ系列 テレビ朝日系列 |                                                                |
| 岩手県         | テレビ岩手         | 日本テレビ系列                |                                                                |
| 宮城県         | 東日本放送         | テレビ朝日系列                |                                                                |
| 秋田県         | 秋田テレビ         | フジテレビ系列 テレビ朝日系列 |                                                                |
| 山形県         | 山形放送           | 日本テレビ系列 テレビ朝日系列 |                                                                |
| 福島県         | 福島テレビ         | TBS系列 フジテレビ系列        | 1981年9月まで                                                  |
| 福島県         | 福島放送           | テレビ朝日系列                | 1981年10月開局から                                             |
| 新潟県         | 新潟総合テレビ     | フジテレビ系列 テレビ朝日系列 | 現・NST新潟総合テレビ                                          |
| 長野県         | テレビ信州         | テレビ朝日系列 日本テレビ系列 |                                                                |
| 山梨県         | テレビ山梨         | TBS系列                       |                                                                |
| 富山県         | 富山テレビ         | フジテレビ系列                |                                                                |
| 石川県         | 北陸放送           | TBS系列                       |                                                                |
| 福井県         | 福井テレビ         | フジテレビ系列                |                                                                |
| 静岡県         | 静岡けんみんテレビ | テレビ朝日系列                | 現・静岡朝日テレビ                                             |
| 中京広域圏     | 名古屋テレビ       | テレビ朝日系列                |                                                                |
| 鳥取県・島根県 | 山陰放送           | TBS系列                       |                                                                |
| 広島県         | 広島ホームテレビ   | テレビ朝日系列                |                                                                |
| 山口県         | 山口放送           | 日本テレビ系列 テレビ朝日系列 | 第42話まで、同時ネット 第43話より、4日遅れの火曜 22:00 - 22:54 |
| 徳島県         | 四国放送           | 日本テレビ系列                |                                                                |
| 香川県・岡山県 | 瀬戸内海放送       | テレビ朝日系列                |                                                                |
| 愛媛県         | 南海放送           | 日本テレビ系列                |                                                                |
| 高知県         | テレビ高知         | TBS系列                       |                                                                |
| 福岡県         | 九州朝日放送       | テレビ朝日系列                |                                                                |
| 長崎県         | 長崎放送           | TBS系列                       |                                                                |
| 熊本県         | テレビ熊本         | フジテレビ系列 テレビ朝日系列 | 1982年3月までは、日本テレビ系列のトリプルネット局              |
| 大分県         | 大分放送           | TBS系列                       |                                                                |
| 宮崎県         | 宮崎放送           | TBS系列                       |                                                                |
| 鹿児島県       | 南日本放送         | TBS系列                       |                                                                |
| 沖縄県         | 琉球放送           | TBS系列                       |                                                                |

## 前後番組
| テレビ朝日系 金曜22時台（当時はABCの制作枠） | テレビ朝日系 金曜22時台（当時はABCの制作枠）    | テレビ朝日系 金曜22時台（当時はABCの制作枠）    |
| 前番組                                       | 番組名                                          | 次番組                                          |
| -------------------------------------------- | ----------------------------------------------- | ----------------------------------------------- |
| 必殺仕舞人 （1981年2月6日 - 1981年5月1日）   | 新・必殺仕事人 （1981年5月8日 - 1982年6月25日） | 新・必殺仕舞人 （1982年7月2日 - 1982年9月24日） |